# 鹭江
鹭江，又名厦鼓海峡，是厦门岛和鼓浪屿之间的海峽。因为厦门岛又称鹭岛，所以厦鼓海峡又名鹭江。鹭江北起原贫雪港口南岸，南至沙坡尾避风坞。鹭江长约3.5千米，宽0.5至0.8千米，最窄处0.4千米。水深7至25米，最深处27米。